# Lilian Seymour-Tułasiewicz
Lilian Seymour-Tułasiewicz (ur. 13 września 1912 w Kasinie Wielkiej, zm. 27 listopada 2003 we Wrocławiu) – polska pisarka, tłumaczka, korespondentka.

## Życiorys
Urodziła się jako pierwsze dziecko w wielodzietnej, chłopskiej rodzinie Józefa Kiczmala i Katarzyny (z domu Świerk). W księgach parafialnych odnotowano, że na chrzcie nadano jej imię Emilia, a w wieku siedmiu lat została oddana na wychowanie bezdzietnej parze amerykańskiej. 
Ukończyła anglistykę na University of Chicago w USA ze stopniem doktora oraz Wydział Prawa na Northwestern University (Chicago). Jako pisarka debiutowała w 1926 roku na łamach prasy, a swoją pierwszą powieść Loves of Youth ogłosiła w 1930 roku. W latach 1936–1939 była korespondentką dziennika "Morning World" (Nowy Jork) w Berlinie. W latach 1939–1945 mieszkała w Krakowie. W latach 1946–1947 była tłumaczką w ambasadzie USA w Warszawie. Od 1947 mieszkała we Wrocławiu.

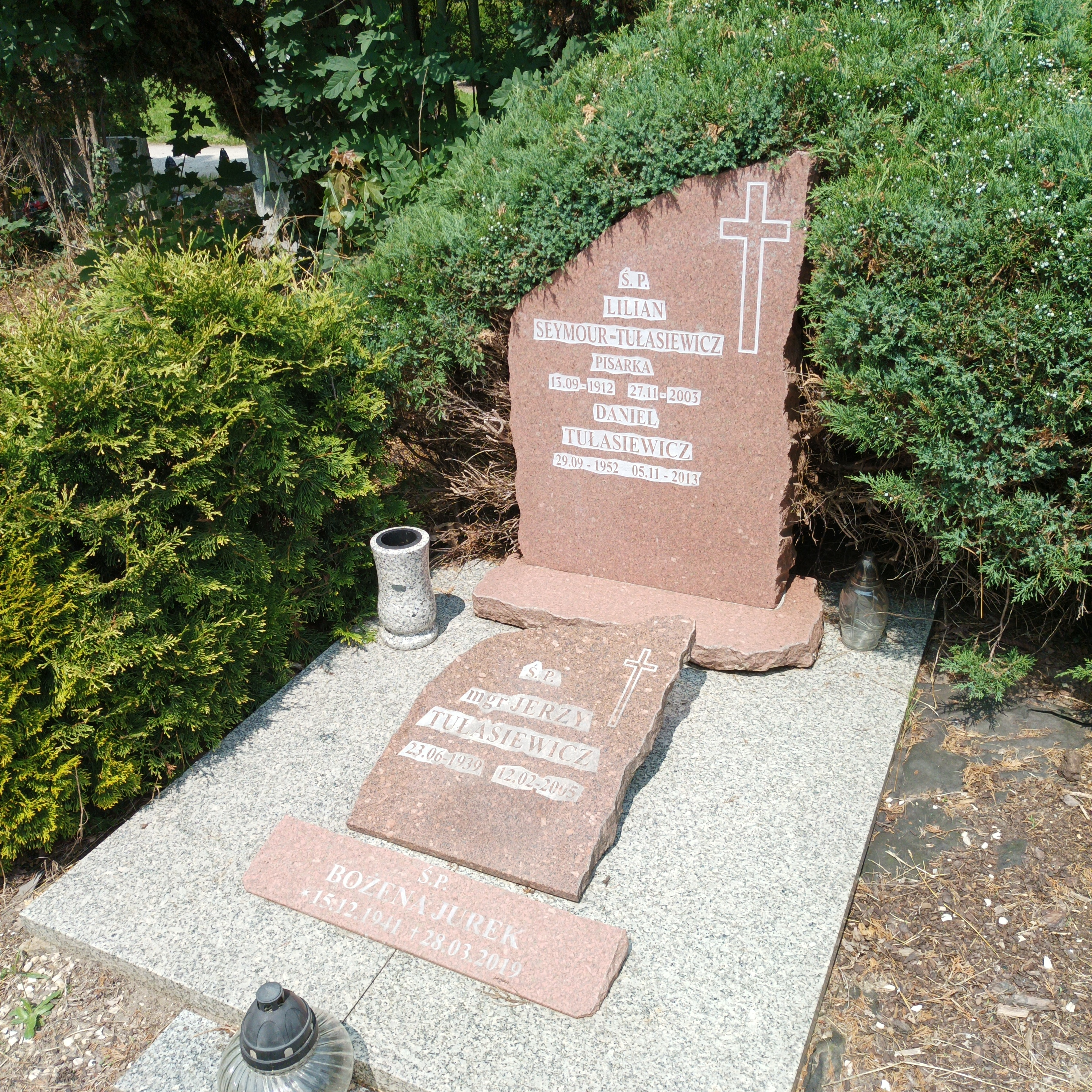
Grób Lilian Tułasiewicz na Cmentarzu Osobowickim we Wrocławiu

Została pochowana w Alei Zasłużonych na Cmentarzu Osobowickim.

## Nagrody
- 1932 – nagroda miasta Chicago za tom opowiadań The Outing
- 1960 – nagroda miasta Wrocławia

## Twórczość wybrana
- Dag, córka Kasi (powieść, 1946)
- Dzielnica Wielkich Kufrów (powieść, 1955)
- Ostatnie lato (powieść, 1958)
- Trzy miłości (powieść, 1960)
- Kochanek z Nigerii (powieść, 1965)
- Konstancja (powieść, 1973)
- Miłość ma barwę popiołu (powieść, 1981)
- Parada Aniołów. Notatnik szpitalny (powieść, 1985)